# Fatima Ghassan Rayya
Fatima Ghassan Rayya (ur. w 1997) – syryjska lekkoatletka specjalizująca się w biegach średnio oraz długodystansowych.
Złota medalistka mistrzostw Azji Zachodniej w biegu przeszkodowym (2012). 
Rekordy życiowe: bieg na 1500 metrów – 4:38.2h (19 października 2015, Latakia); bieg na 3000 metrów z przeszkodami – 11:17,79 (26 września 2013, Palembang), rezultat ten jest aktualnym rekordem Syrii w gronie seniorów, młodzieżowców, juniorów i juniorów młodszych. 